# Гадилов, Лутфи Закирович
Лутфи Закирович Гадилов (тат.  Лотфи Закир улы Гаделев) (1893—1985) — журналист, общественный деятель, председатель Башкирского Радиокомитета в 1942—1950 гг., первый биограф революционера-дипломата Карима Хакимова.

## Биография
Родился в 1893 году в деревне Мулюково Богдановской волости бывшего Бузулукского уезда Самарской губернии в духовной семье (отец — мулла). В 1895 года умер отец и мать переехала с детьми (всего было 5 детей: 2 мальчика и 3 девочки) в деревню Тукаево Александровского района Оренбургской области, где у неё были родственники. До революции семья имела маленький деревянный дом и одну корову. Земли в собственности не имели, засевали 0,5 десятин хлеба, арендовав землю. Глухонемой брат Ибатулла батрачил у помещика Субботина, после революции вступил в колхоз.
Окончил сельскую школу в деревне Тукаево, в 1907 году поступил в медресе Хусаиновых в городе Оренбурге. Учился до 1910 года. В этот год около 40 учащихся, в том числе и Лутфи Закирович, оставили школу, будучи недовольными школьной программой.
Осенью 1910 года поступил в медресе «Галия» в Уфе, где состоялось знакомство сКаримом Хакимовым, впоследствии ставшего шуриным Лутфи Закировичу. Проучившись там всего 3 года, повторилась та же история, как и в Оренбурге. В марте 1912 года Лутфи Закирович с другими учащимися бросил школу.
С 1913 года по 1915 год работал в качестве мальчика-приказчика в магазине частного лица. В сентябре 1915 года взят на военную службу, находился на Австрийском фронте, служил рядовым.
В декабре 1917 года после демобилизации вернулся в свою деревню Тукаево и как фронтовикначал работу среди бедноты и трудящихся крестьян за поддержку Советской власти. В марте того года был избран на первый Оренбургский губернский съезд Советов, проходивший с 12 по 15 марта 1918 года.
С марта 1918 года по октябрь 1926 года работал в своей деревне: директором школы 1 ступени, заведующим волостной библиотекой, волостным политпросветорганизатором. Одновременно принимал участие в работе сельского и волостного Советов, был избран членом волостной коллегии по народному образованию членом волостного исполкома, работал по совместительству секретарем волостного комитета взаимопомощи, ответственным секретарем волостного месткома работников просвещения, членом ревкомиссии потребкооперации.
С 1926 года кандидат, а с 1928 года член ВКП(б).
С октября 1926 года по день ухода на пенсию, то есть до ноября 1957 года, работал в Уфе преподавателем Башкирской областной советско-партийной школы (1926—1931 годы), заведующим сельхозотделом, заместителем редактора и редактором областной татарской газеты «Коммуна» (1931—1937 годы), редактором-переводчиком Ленинской комиссии при бюро Обкома КПСС и Башгосиздата по изданию трудов классиков марксизма-ленинизма на башкирский язык (1937—1941 годы), председателем Башкирского республиканского Комитета радиовещания и радиофикации (1941—1950 годы), редактором Башкирского государственного издательства по изданию трудов классиков марксизма-ленинизма на башкирский язык (1950—1957 годы). За эти годы на разных курсах, в особенности на летних и вечерних курсах, по подготовке и переподготовке пропагандистских кадров, журналистов и политпросветработников преподавал историю партии, ленинизм, журналистику.
Работал несколько лет секретарем парторганизации и партбюро в начале 30-х годов в редакциях областных газет (в то время одна партийная организация объединяла коммунистов 3-х областных газет), в конце 30-х годов и в начале 40-х годов в Ленинской комиссии при бюро Башобкома КПСС и в Башкирском государственном издательстве.
В 1930 году поступил в Башкирский педагогический институт на экономический факультет, который окончил в 1933 году.
В 1942—1950 годах — председатель Башкирского Радиокомитета
С 1957 года находился на пенсии — персональный пенсионер РСФСР.

### Семья
Жена, Гадилова Магния Габдрауфовна, родилась в 1900 году в крестьянской семье, в деревне Дюсян Бижбулякского района. Родная сестра революционера и дипломата Карима Хакимова. В КПСС состояла с 1930 года. Окончила Башкирский сельскохозяйственный институт, по специальности зоотехник. По окончании учёбы работала в этом же институте в качестве преподавателя. В годы Великой Отечественной войны работала несколько лет в партийных органах.
Дочь, Гадилова Гиффет Лутфиевна. Врач.
Внучка, Гиндуллина Зарема Хасановна. Врач. Общественный деятель, вед`т сбор данных по Хакимову Кариму Габдрауфовичу и Гадилову Лутфи Закировичу, а также пишет статьи и выступает с докладами.

## Общественная деятельность

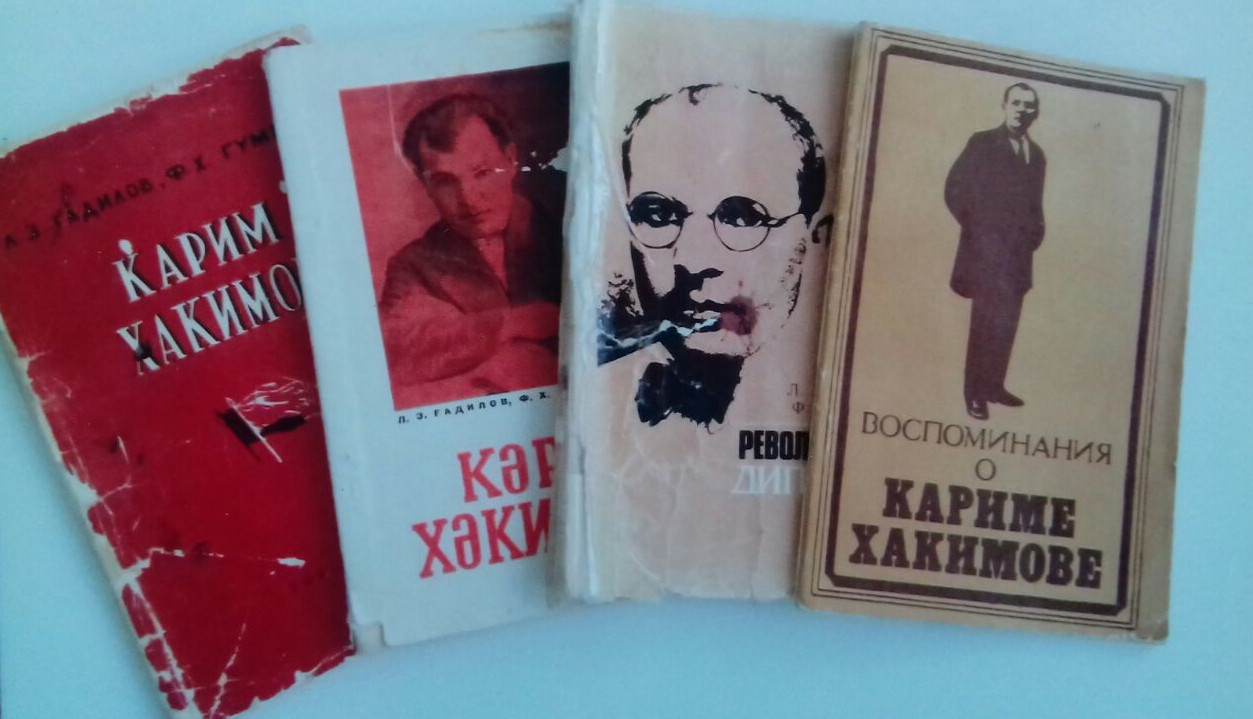
Книги Гадилова Л. З. о Кариме Хакимове

Будучи на пенсии занимался творческой и общественной работой. Писал статьи в газеты и журналы, выступал с докладами, лекциями, являлся членом Союза журналистов Башкирии.
Начиная с 1957 года официально стал собирать данные, документы, фотограции, связанные с жизнью и деятельностью революционера и дипломата Хакимова Карима Габдрауфовича в архивах городов Оренбурга, Бухары, Ташкента, Алма-Аты, Фрунзе, Томска, Казани, Куйбышева, Москвы и Красногорска. Является первым биографом и автором книг о Кариме Хакимове.
На основе собранных материалов в 1960 году, в соавторстве с Гумеровым Ф. Х., была выпущена книга «Карим Хакимов» на русском языке. В 1967 году, с привлечением новых дополнительных документов, была выпущена книга на башкирском языке. Всего было выпущено 4 книги о Кариме Хакимове.
На основе этих данных был снят фильм о Кариме Хакимове, режиссёром которого был Амир Абдразаков.
В 1982 году состоялась премьера спектакля «Красный Паша» драматурга Нажиба Асанбаева.
Стоял у истоков создания музея Карима Хакимова в деревне Дюсян Бижбулякского района БАССР, вместе со своей супругой Магнией Габдрауфовной, активно отстаивая интересы семьи Хакимовых. Для музея специально было построено кирпичное здание за счет средств Министерства культуры Башкирии и колхоза «Марс» Бужбулякского района.
Участвовал в создании музея видного татарского поэта Фатыха Карима в его родной деревне Аитово Бижбулякского района. Шефствуя над этими двумя музеями, сумел сохранить память о великих людях. Также участвовал в организации музея в бывшем медресе «Галия» (ныне ср. школа № 15 г. Уфы).
В дальнейшем добился того, чтобы в честь Карима Хакима была названа улица в городе Уфа.
Состоял членом президиума Кировского отделения Общества охраны памятников истории и культуры.

## Награды
Награждён орденом «Знак Почёта», медалью «За доблестный труд в Великой Отечественной войне 1941—1945 годов» и Почетными грамотами Президиума Верховного совета Башкирской АССР.
Награждён Комитетом Радиоинформации при Совете Министров Союза ССР значком «Почётный радист СССР» за успешную работу в области организации радиовещания в Башкортостане.